# Xuân Hòa, Lập Thạch
Xuân Hòa là một xã thuộc huyện Lập Thạch, tỉnh Vĩnh Phúc, Việt Nam.
Xã có diện tích 13,22 km², dân số năm 1999 là 8140 người, mật độ dân số đạt 616 người/km².